# Manuel Ferran
Manuel Ferran i Bayona (Barcelone, 1830 - 1896) était un peintre espagnol et professeur, fils du peintre Antoni Ferran.
Après avoir étudié à l'École Llotja de Barcelone, il a voyagé à Paris pour terminer ses études sous les ordres de Thomas Couture. Il se spécialise dans la peinture historique  et de genre, et comme beaucoup d'autres peintres de son temps, a également fait des portraits. Il a exposé ses œuvres à Barcelone et dans certains Expositions Nationales à Madrid, par exemple, en 1860 où il a présenté l'image Antonio Pérez libéré par la ville aragonaise en 1591. Il a été professeur de dessin au même école où il a été formé, la Llotja (1888-1892).
On peut voir ses œuvres dans la Galerie des Illustres Catalans, dans l'Académie Royale des Beaux-Arts de Sant Jordi ou à la Bibliothèque-musée Víctor Balaguer, entre autres musées de Catalogne.